# Peter Mørk Thomsen
Peter Mørk Thomsen (født 1974) er en dansk højesteretsdommer. Forud herfor havde han været landsdommer i Østre Landsret siden 2015.  I 2023 blev han udnævnt til højesteretsdommer. Han modtog Ridderkorset i 2016.
Forud for udnævnelsen til højesteretsdommmer har han været landsdommer i Østre Landsret, konstitueret dommer i Københavns Byret og dommer ved Retten i Glostrup. Samtidig med dommergerningen har han bistået under tjenstlige forhør i sagen om det såkaldte Papkassenotat og Christianiasagen.
Han har tidligere været næstformand for Flygtningenævnet.
I januar 2020 blev han udpeget til at være formand for Instrukskommissionen.
Instrukskommissionens delberetning i december 2020 førte til, at Folketinget den 2. februar 2021 med stemmerne 141 for og 30 imod besluttede at anlægge en rigsretssag mod forhenværende integrationsminister Inger Støjberg. Rigsretssagen blev afsluttet den 13. december 2021 ved, at Rigsretten idømte Inger Støjberg 60 dages ubetinget fængsel.